# 黃復興工作委員會
中國國民黨退伍軍人服務工作委員會，簡稱黃復興工作委員會，舊稱國軍退除役人員黨部、黃復興黨部，是中國國民黨旗下委員會之一，由中國國民黨最後一個特種黨部「黃復興」轉型而成，「黃復興」為其代號，成員主要為退除役官兵（榮譽國民）及其眷屬，以及中華民國國軍退除役官兵輔導委員會所屬事業機構成員等。由於其成員占該黨黨員比率略高（2020年為25%），且向來有較高的動員率，黨內選舉往往有相當之影響力。
1955年10月，蔣經國為維護榮民（退除役官兵）權益、並希望與榮民其家眷支持國民黨，因而研擬籌設榮民黨部。1956年7月1日，由榮民、眷屬組成的「國軍退除役就業人員黨部」正式成立，代名「黃復興」，寓意「炎黃子孫，復興中華」，使該國民黨組織俗稱為「黃復興黨部」，而地區黨部多以「黃國Ｘ黨部」或「黃榮Ｘ黨部」命名，黨部則全設在國民黨黨部內。
黃復興黨部成員幾乎為眷村出身外省人，近十幾年最有名的代表人物為許歷農等，而新黨通常被視為與黃復興黨部的關係更有深厚淵源。因其以保守的意識形態為主，故在国民党改革的聲浪中，被視為党内守旧勢力的重要代表。

### 選舉配票
在中華民國進行公職選舉、公民投票或是國民黨黨內選舉前，黃復興黨部會發送「配票單」，指示本部黨員如何投票。

### 政治立場
2000年國民黨改造以來，黃復興在十六全、十七全、十八全全代會中，陸續提出「『中國國民黨』絕對不能改為『台灣國民黨』」、「『台灣獨立』絕對不能成為中國國民黨主張的選項」、「建議『團結』為本黨生存發展的唯一憑藉」、「消除黨內紛爭，建議資深同志免繳黨費」、「本黨中央黨部大樓不宜遷移」、「儘速恢復『中正紀念堂』與『大中至正』匾額，以及軍中蔣公銅像」等政策性的建議案。

## 歷史

### 黃復興黨部時期
1954年11月1日，蔣中正指示行政院創立「行政院國軍退除役官兵就業輔導委員會」，以嚴家淦兼任輔導委員會第一任主任委員，初期以輔導退除役官兵就業為主要工作。嚴家淦乃建議國民黨中央籌組「國軍退除役就業人員黨部」以資配合。
1955年10月，蔣經國為團結退除役官兵支持國民黨政策，再請籌設「榮民黨部」，10月12日國民黨中央黨部指示為七萬餘位退除役榮民籌設專屬黨部。1956年4月28日，蔣經國就任輔導委員會主任委員；7月1日，「國軍退除役就業人員黨部」成立，代名「黃復興」，寓意「炎黃子孫，復興中華」。以「行政院國軍退除役官兵就業輔導委員會」為同級行政單位，時任輔導委員會秘書長的趙聚鈺擔任第一任主任委員。
1962年12月1日，改名為「國軍退除役人員黨部」（刪除「就業」二字）。之後，政府為擴大服務層面，也於1966年9月8日將「行政院國軍退除役官兵就業輔導委員會」改為服務層面更廣的「行政院國軍退除役官兵輔導委員會」。1963年1月，源於黨員人數及各地分支單位不斷擴充，改為省級黨部，直隸國民黨中央黨部。

##### 轉型
2000年3月，國民黨因為分裂致使總統大選遭受挫敗；4月，國民黨中央籌組「改造委員會」推動改造；6月18日，國民黨第十五次全國代表大會臨時會通過「黨的改造案」，裁撤除黃復興外的全部特種黨部。2000年7月1日，國民黨中央指派備役上將王文燮擔任黃復興黨部主任委員，並將原王師凱黨部等軍系黨部與其下國軍現役官兵黨員納入編制。2002年1月，黃復興黨部黨員人數達17萬餘人。
2006年2月1日，黃復興黨部持續精簡人事，榮譽職義務幹部遂成為各級工作主力。自此基層採義工制型態運作，計有支級幹部98員、區級幹部200員，加上黃復興本部五名專職幹部，四名回聘幹部。
2009年4月，黨員人數達200,270人，共編成21個縣市支黨部、200個區黨部、8073個小組。可動員能量，包括250萬榮民與眷屬，以及未登記的現役官兵黨員，動員能量龐大。
2020年，吳敦義因國民黨敗選後辭去黨主席，國民黨主席職務改選時，黃復興黨部黨員數約為8萬3千人，佔國民黨黨員34萬人約24%。
2022年7月14日，桃園市的黃國園黨部召開擴大會報，黨部主委蔡忠誠針對張善政的選情強調要拉攏中間選民才可能打贏選戰。

### 黃復興工作委員會時期
2024年3月6日，黨主席朱立倫宣布推動黨務組織改造，轉型成黃復興工作委員會，並在組發會設立退伍軍人部，同時每個縣市都會設立退伍軍人委員會與工作組。
2024年3月7日，台中市議員李中與楊大鋐表示感謝釋放黃復興，成立台中市黃復興聯誼會明年的全國黨代表大會爭取名額。

## 組織運作

### 黃復興黨部時期
採委員會方式運作，由主任委員（黨主席派任）領導，並設置八位副主任委員襄助，由書記長率副書記長執行，下轄四個單位：
- 第一組：負責委員會、黨籍管理
- 第二組：負責輔選、小組
- 第三組：負責文宣、刊物
- 行政室：負責考紀、社團、行政、財務

歷任主任委員
黃復興黨部歷經趙聚鈺、鄭為元、張國英、許歷農、周世斌、楊亭雲、李楨林、王文燮、金恩慶、臧幼俠、季麟連等11人先後出任主任委員之務。
末任幹部
- 主任委員：季麟連（慰留）
- 副主任委員兼書記長：張大鈞（慰留）
- 總幹事：黃超偉
- 縣市支黨部主任委員

支黨部主委名單
- - 台北市支黨部（黃國樑黨部）主任委員：羅際琴
  - 新北市支黨部（黃國定黨部）主任委員：高寗松
  - 基隆市支黨部（黄國基黨部）主任委員：高李茂俊
  - 桃園市支黨部（黃國園黨部）主任委員：蔡忠誠
  - 新竹市支黨部（黃國新黨部）主任委員：王志豪
  - 苗栗縣支黨部（黃國苗黨部）主任委員：李敏政
  - 台中市支黨部（黃國柱黨部）主任委員：羅際勳
  - 彰化縣支黨部（黃國彰黨部）主任委員：戴孟書
  - 南投縣支黨部（黃國強黨部）主任委員：廖政賜
  - 雲林縣支黨部（黃榮林黨部）主任委員：丁仁和
  - 嘉義縣支黨部（黄國嘉黨部）主任委員：陳啸峯
  - 台南市支黨部（黄國南黨部）主任委員：童盛雄
  - 高雄市支黨部（黄國雄黨部）主任委員：張平海
  - 屏東縣支黨部（黄國屏黨部）主任委員：朱永元
  - 宜蘭縣支黨部（黄國蘭黨部）主任委員：林俊榮
  - 花蓮縣支黨部（黄榮華黨部）主任委員：袁憲治
  - 台東縣支黨部（黄國東黨部）主任委員：馬騰華
  - 澎湖縣支黨部（黄國榮黨部）主任委員：鄭宗琳

總部與各縣市支部
- 黃復興總部：臺北市
- 黃國樑：臺北市
- 黃國定：新北市
- 黃國園：桃園市
- 黃國新：新竹市
- 黃國苗：苗栗縣苗栗市北苗里自治路518號（苗栗縣黨部）
- 黃國安：臺中市豐原區東仁街138號（臺中市第一區黨部、豐原區民眾服務社）
- 黃國柱：臺中市西屯區大隆路40號（臺中市黨部）
- 黃國彰：彰化縣彰化市西勢街192號（彰化縣黨部、婦女會、婦聯會、彰化市民眾服務社）
- 黃國強：南投縣南投市康壽里玉井街51號2樓（南投縣黨部、南投縣民眾服務社）
- 黃榮林：雲林縣斗六市
- 黃國嘉：嘉義市東區大業街88號B1（嘉義市黨部）
- 黃國南：臺南市北區
- 黃國平：臺南市北區
- 黃國雄：高雄市三民區建國一路463號4樓（高雄市黨部）
- 黃國屏：屏東縣屏東市公勇路99號（新-屏東縣黨部）
- 黃榮華：花蓮縣
- 黃國東：臺東縣
- 黃國榮：澎湖縣
- 黃國蘭：宜蘭縣
- 黃國基：基隆市

### 黃復興工作委員會時期
組織運作不變，但轉型成委員會與合併中央與地方黨部
現任委員會幹部
- 任務編組的主任委員：陳永康
- 組發會副主委兼退伍軍人部主任：：張大鈞
- 總幹事：黃超偉

全國地方黨部的黃復興工作委員會與工作組主任委員
各地方黃復興工作委員會與工作組委員名單
- 台北市黨部（黃國樑工作委員會與工作組）主任委員：羅際琴
- 新北市黨部（黃國定工作委員會與工作組）主任委員：高寗松
- 基隆市黨部（黄國基工作委員會與工作組）主任委員：高李茂俊
- 桃園市黨部（黃國園工作委員會與工作組）主任委員：蔡忠誠
- 新竹市黨部（黃國新工作委員會與工作組）主任委員：王志豪
- 苗栗縣黨部（黃國苗工作委員會與工作組）主任委員：李敏政
- 台中市黨部（黃國柱工作委員會與工作組）主任委員：羅際勳
- 彰化縣黨部（黃國彰工作委員會與工作組）主任委員：戴孟書
- 南投縣黨部（黃國強工作委員會與工作組）主任委員：廖政賜
- 雲林縣黨部（黃榮林工作委員會與工作組）主任委員：丁仁和
- 嘉義縣黨部（黄國嘉工作委員會與工作組）主任委員：陳啸峯
- 台南市黨部（黄國南工作委員會與工作組）主任委員：童盛雄
- 高雄市黨部（黄國雄工作委員會與工作組）主任委員：張平海
- 屏東縣黨部（黄國屏工作委員會與工作組）主任委員：朱永元
- 宜蘭縣黨部（黄國蘭工作委員會與工作組）主任委員：林俊榮
- 花蓮縣黨部（黄榮華工作委員會與工作組）主任委員：袁憲治
- 台東縣黨部（黄國東工作委員會與工作組）主任委員：馬騰華
- 澎湖縣黨部（黄國榮工作委員會與工作組）主任委員：鄭宗琳

總部與各縣市工作委員會與工作組
- 黃復興總部：臺北市
- 黃國樑：臺北市
- 黃國定：新北市
- 黃國園：桃園市
- 黃國新：新竹市
- 黃國苗：苗栗縣苗栗市北苗里自治路518號（苗栗縣黨部）
- 黃國安：臺中市豐原區東仁街138號（臺中市第一區黨部、豐原區民眾服務社）
- 黃國柱：臺中市西屯區大隆路40號（臺中市黨部）
- 黃國彰：彰化縣彰化市西勢街192號（彰化縣黨部、婦女會、婦聯會、彰化市民眾服務社）
- 黃國強：南投縣南投市康壽里玉井街51號2樓（南投縣黨部、南投縣民眾服務社）
- 黃榮林：雲林縣斗六市
- 黃國嘉：嘉義市東區大業街88號B1（嘉義市黨部）
- 黃國南：臺南市北區
- 黃國平：臺南市北區
- 黃國雄：高雄市三民區建國一路463號4樓（高雄市黨部）
- 黃國屏：屏東縣屏東市公勇路99號（新-屏東縣黨部）
- 黃榮華：花蓮縣
- 黃國東：臺東縣
- 黃國榮：澎湖縣
- 黃國蘭：宜蘭縣
- 黃國基：基隆市

## 外部連結
- 黃復興黨部 （页面存档备份，存于）